# Fernando Torres
Fernando José Torres Sanz (Fuenlabrada, 20 maart 1984) - alias Fernando Torres - is een Spaans voormalig profvoetballer die bij voorkeur centraal in de aanval speelde. Hij stroomde in 2001 door vanuit de jeugd van Atlético Madrid en kwam vervolgens uit voor Liverpool, Chelsea, AC Milan en wederom Atlético Madrid. In juli 2018 vertrok hij naar Japan, waar hij in augustus 2019 bij Sagan Tosu zijn carrière afsloot. Torres was van 2003 tot en met 2014 international van het Spaans voetbalelftal, waarvoor hij 110 interlands speelde en 38 keer scoorde. Torres, Juan Mata en Pedro zijn de enige spelers ooit die de UEFA Europa League, de UEFA Champions League, het Europees kampioenschap voetbal en het wereldkampioenschap voetbal wisten te winnen.

## Clubvoetbal

### Jeugd
In navolging van zijn broer Israel speelde Torres in eerste instantie als doelman. Toen hij in 1991 tijdens een partijtje straatvoetbal een bal in zijn gezicht kreeg en zo een bebloed gezicht opliep en enkele voortanden verloor, verboden zijn ouders hem nog langer als doelman te spelen. Torres werd vervolgens aanvaller bij de lokale club Mario's Holanda. In 1993 maakte hij in één seizoen tachtig doelpunten. Hoewel hij bij Real Madrid werd opgeleid, was hij vanaf zijn tiende supporter van Atlético Madrid dankzij zijn grootvader van moeders zijde, Eulalio Sanz. In 1994 ging hij bij Rayo 13 spelen.
Toen Torres elf jaar werd, kwam hij terecht bij de jeugd van Real Madrid als alevín. Het was eigenlijk niet de club waar hij van droomde om voor te spelen, maar had niet veel keus. In juni 1995 meldde hij zich aan voor de talentendag van de club. Samen met tweehonderd andere jongens mocht hij zich bewijzen in een testwedstrijd. Na vijf minuten werd Torres al naar de kant gehaald door Antonio Seseña, directeur van Atlético's jeugdopleiding. Torres was in de veronderstelling dat hij het verkeerd had gedaan, maar Seseña had niet meer dan een paar minuten nodig gehad het talent van Torres te herkennen. Torres kreeg de keuze om te kiezen voor de club waar hij sinds zijn tiende al voor was - Atlético Madrid of om te blijven voetballen bij de "koninklijke". In 1997 maakte hij de logische promotie naar de Infantiles A. In 1998 werd Torres uitgeroepen tot 'Cadete' van het jaar. In 1999 was de volgende stap: het ondertekenen van zijn eerste contract bij Atlético Madrid. In 2000 werd Torres eveneens uitgeroepen tot beste speler van het kampioenschap, zij het nu bij de Juveniles.

### Atlético Madrid
Torres debuteerde na een langdurige blessure in het begin van het seizoen op 27 mei 2001 voor Atlético in de Spaanse Segunda División A. Eind mei 2001 werd hij opgebeld door technisch directeur Paulo Futre met de mededeling dat hij moest meetrainen met het eerste team. Zes dagen later maakte Torres als zeventienjarige zijn debuut tegen CD Leganés in het Estadio Vicente Calderón. Zijn eerste doelpunt volgde een week later tegen Albacete Balompié. Torres speelde uiteindelijk drie duels in de jaargang 2000-2001, waarin Atlético net niet naar het hoogste niveau promoveerde. Na de zomer van 2001 werd 'El Niño' een vaste waarde in het eerste elftal van de volksclub uit Madrid. Het seizoen 2001-2002 werd voor zowel Torres als Atlético een beter seizoen. De club keerde terug naar de Primera División. Torres speelde 36 wedstrijden en hij scoorde hierin zesmaal.
Scoren ging hem beter af op het hoogste Spaanse niveau. In zijn eerste jaar (seizoen 2002-2003) scoorde hij twaalf goals in 29 wedstrijden voor de Rojiblancos. Net als zijn ploeg bleef de spits in de seizoenen die volgden stabiel presteren. In het seizoen 2003-2004 vond Torres negentien keer het net, waarmee hij het 'podium' van de topscorerslijst beklom. Dat Torres een vaste waarde werd binnen de basiself, bleek uit het feit dat hij in het seizoen 2004-2005 alle duels van Atlético in de Primera División meemaakte. Hierin scoorde hij zestienmaal, de meeste doelpunten van alle Spanjaarden in de Primera División. Dit seizoen was het enige seizoen waarin hij Europees in actie kwam voor de Madrilenen. In vijf duels in de Intertoto Cup maakte hij twee Europese treffers. De laatste twee seizoenen bij Atlético waren constant. In beide seizoenen speelde de spits 36 wedstrijden in de competitie, met een productie van dertien en veertien treffers. Mede door het uitblijven van successen van zijn club namen de geruchten over een transfer toe. Toch verlengde Torres aanvankelijk in september 2006 zijn contract bij Atlético Madrid. In de persconferentie gaf hij aan dat "Wij, fans van Atlético, anders zijn dan fans van de meeste clubs. Ik identificeer mij met hen en zij met mij en ze vroegen mij om bij hen te blijven. Dit is belangrijk voor mij. Er is niets belangrijkers dan het gevoel." Uiteindelijk bleek de wedstrijd tegen Celta de Vigo zijn laatste als speler van Atlético Madrid. In juli 2007 vertrok Torres naar het Engelse Liverpool FC.

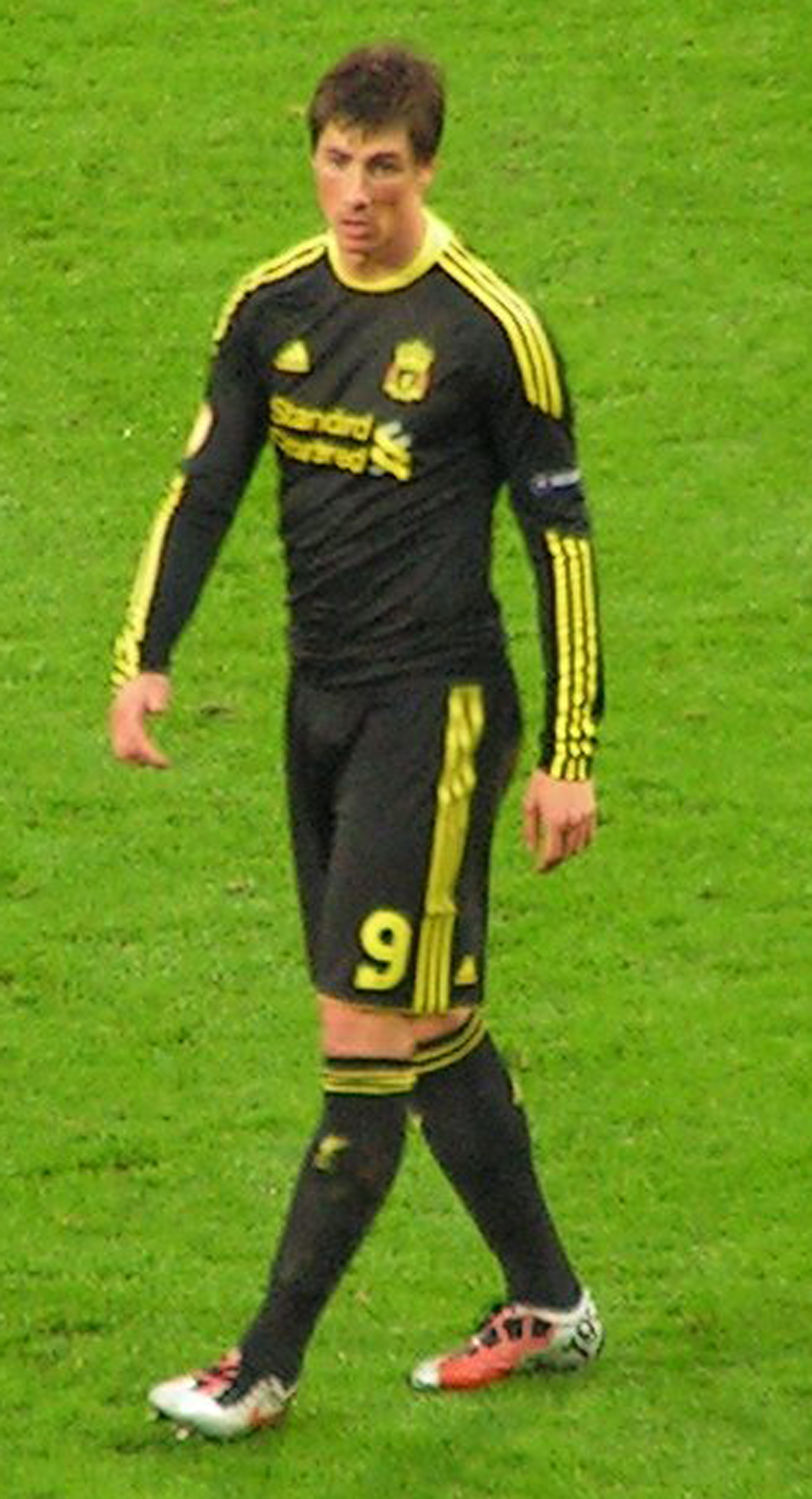
Torres in het shirt van Liverpool.

### Liverpool
Bij Liverpool speelde Torres in het seizoen 2007/08 46 duels en scoorde hij 33 keer, waarvan 24 maal in de Premier League. Verschillende nominaties volgden, waaronder die voor FIFA Wereldvoetballer van het jaar 2008. In het seizoen 2008/09 kwam hij door blessures tot 24 competitieduels, waarin hij veertien keer scoorde. In het seizoen 2009/10 werd hij weer geplaagd door verschillende blessures. Dat seizoen kwam hij tot 22 competitieduels, waarin hij achttien keer scoorde.

### Chelsea
Torres tekende in januari 2011 een contract voor 5,5 jaar bij Chelsea, dat circa 63 miljoen euro  voor hem betaalde aan Liverpool. Zijn debuut voor de Londense club maakte Torres uitgerekend tegen zijn vorige club Liverpool. Op Stamford Bridge werd er met 1-0 verloren door een goal van Torres' voormalige ploeggenoot Raul Meireles. Op 23 april 2011 maakte Torres zijn eerste goal voor Chelsea, in een 3-0-overwinning tegen West Ham United FC.
Op 24 april 2012 in de returnwedstrijd van de Champions League tegen Barcelona maakte Torres in de laatste minuut de gelijkmaker 2-2, waardoor Chelsea na een 1-0 winst in de thuiswedstrijd doorging naar de finale. Op 29 april 2012 maakte Torres zijn eerste hattrick voor Chelsea, tegen Queens Park Rangers. Hij bracht de stand van 2-0 naar 5-0. Uiteindelijk eindigde de wedstrijd in een 6-1-zege voor Chelsea. In zijn tweede seizoen bij Chelsea won Torres twee prijzen met de club. Eerst won Chelsea de FA Cup door Torres' oude club Liverpool in de finale met 2-1 te verslaan. Torres bleef daarbij zelf 90 minuten op de bank. Op 19 mei 2012 won hij met Chelsea de Champions League. Torres mocht invallen in de 88e minuut voor Salomon Kalou bij een 1-0-achterstand. Mede door een goal van Didier Drogba werden er verlengingen afgedwongen en daarna een beslissende penaltyserie, die Chelsea met 3-4 won.
Chelsea verhuurde Torres vanaf het seizoen 2014/15 aan AC Milan. Per 5 januari 2015 verruilde Torres Chelsea definitief voor AC Milan.

### AC Milan
AC Milan verhuurde Torres op 5 januari 2015 voor anderhalf seizoen aan Atlético Madrid. Hiervoor kwam hij op donderdag 15 januari voor het eerst weer tot scoren. In een wedstrijd in het kader van de Copa del Rey bracht hij zijn ploeg in de eerste helft met 0-1 en in de tweede helft met 1-2 voor tegen Real Madrid. De wedstrijd eindigde in 2-2. Na een 2-0-overwinning eerder thuis, was dit voldoende voor Atlético om door te bekeren. Op 6 februari 2016 maakte Torres zijn honderdste competitiegoal in het shirt van Atlético. Hij bereikte aan het eind van het seizoen 2015/16 de finale van de UEFA Champions League met de club en speelde die in zijn geheel. Real Madrid trok daarin na strafschoppen aan het langste eind.

### Atlético Madrid
Na afloop van de periode waarin Atlético Madrid Torres huurde van AC Milan, keerde hij definitief terug bij de Spaanse club. Hij tekende in juli 2016 een verbintenis tot medio 2017. Na twee jaar nam hij afscheid van zijn club. Hij deed dat in stijl door in zijn laatste duel twee keer te scoren tegen SD Eibar. Spelers van Atlético Madrid vormden na laatste fluitsignaal een erehaag, waarna Torres het veld betrad. Daar kreeg El Niño een microfoon in zijn handen gedrukt en bedankte hij de fans:

Ik ben zo trots dat ik een onderdeel was van deze club. Ik voel me vereerd dat ik in meer dan vierhonderd wedstrijden dit shirt mocht dragen. Het is heel moeilijk voor me nu ik weet hoe het verhaal eindigt. Jullie hebben mij de gelukkigste persoon op aarde gemaakt en nu heb ik nog één verzoek: zing nog een laatste keer het clublied voor me, het mooiste lied in de wereld.

### Sagan Tosu
Op 10 juli 2018 maakte Torres bekend dat hij naar Japan vertrok, om zich aan te sluiten bij Sagan Tosu voor twee seizoenen.
Op 21 juni 2019 maakte de Spaanse voetballer via social media bekend dat hij zijn carrière als voetballer ging beëindigen. Hij speelde zijn afscheidswedstrijd op 23 augustus 2019 in de J1 League tegen Vissel Kobe, waar zijn landgenoten Andrés Iniesta en David Villa speelde. De wedstrijd eindigde in een 1-6 nederlaag voor Sagan Tosu.

## Clubstatistieken
| Seizoen     | Club              | Competitie         | Competitie | Competitie | Competitie | Beker | Beker | Beker | Internationaal | Internationaal | Internationaal | Totaal | Totaal | Totaal |
| Seizoen     | Club              | Competitie         | Wed.       | Dlp.       | Ass.       | Wed.  | Dlp.  | Ass.  | Wed.           | Dlp.           | Ass.           | Wed.   | Dlp.   | Ass.   |
| ----------- | ----------------- | ------------------ | ---------- | ---------- | ---------- | ----- | ----- | ----- | -------------- | -------------- | -------------- | ------ | ------ | ------ |
| 2000/01     | Atlético Madrid   | Segunda División A | 4          | 1          | 0          | 2     | 0     | 0     | —              | —              | —              | 6      | 1      | 0      |
| 2001/02     | Atlético Madrid   | Segunda División A | 36         | 6          | 3          | 1     | 1     | 0     | —              | —              | —              | 37     | 7      | 3      |
| 2002/03     | Atlético Madrid   | Primera División   | 29         | 13         | 1          | 1     | 1     | 0     | —              | —              | —              | 30     | 14     | 1      |
| 2003/04     | Atlético Madrid   | Primera División   | 35         | 20         | 0          | 2     | 1     | 0     | —              | —              | —              | 37     | 21     | 0      |
| 2004/05     | Atlético Madrid   | Primera División   | 38         | 16         | 0          | 3     | 2     | 0     | 5              | 2              | 0              | 46     | 20     | 0      |
| 2005/06     | Atlético Madrid   | Primera División   | 36         | 13         | 0          | 3     | 0     | 0     | —              | —              | —              | 39     | 13     | 0      |
| 2006/07     | Atlético Madrid   | Primera División   | 36         | 14         | 0          | 4     | 1     | 0     | —              | —              | —              | 40     | 15     | 0      |
| Club Totaal | Club Totaal       | Club Totaal        | 214        | 83         | 4          | 16    | 6     | 0     | 5              | 2              | 0              | 235    | 91     | 4      |
| 2007/08     | Liverpool         | Premier League     | 33         | 24         | 4          | 2     | 3     | 1     | 11             | 6              | 0              | 46     | 33     | 5      |
| 2008/09     | Liverpool         | Premier League     | 24         | 14         | 5          | 5     | 1     | 1     | 9              | 2              | 1              | 38     | 17     | 7      |
| 2009/10     | Liverpool         | Premier League     | 22         | 18         | 3          | 2     | 0     | 0     | 8              | 4              | 1              | 32     | 22     | 4      |
| 2010/11     | Liverpool         | Premier League     | 23         | 9          | 4          | 1     | 0     | 0     | 2              | 0              | 0              | 26     | 9      | 4      |
| Club Totaal | Club Totaal       | Club Totaal        | 102        | 65         | 16         | 10    | 4     | 2     | 30             | 12             | 2              | 142    | 81     | 20     |
| 2010/11     | Chelsea           | Premier League     | 14         | 1          | 2          | 0     | 0     | 0     | 4              | 0              | 0              | 18     | 1      | 2      |
| 2011/12     | Chelsea           | Premier League     | 32         | 6          | 7          | 7     | 2     | 4     | 10             | 3              | 5              | 49     | 11     | 16     |
| 2012/13     | Chelsea           | Premier League     | 36         | 8          | 9          | 10    | 4     | 1     | 18             | 10             | 1              | 64     | 22     | 11     |
| 2013/14     | Chelsea           | Premier League     | 28         | 5          | 5          | 3     | 1     | 1     | 10             | 5              | 0              | 41     | 11     | 6      |
| Club Totaal | Club Totaal       | Club Totaal        | 110        | 20         | 23         | 20    | 7     | 6     | 42             | 18             | 6              | 172    | 45     | 35     |
| 2014/15     | → AC Milan        | Serie A            | 10         | 1          | 0          | 0     | 0     | 0     | —              | —              | —              | 10     | 1      | 0      |
| Club Totaal | Club Totaal       | Club Totaal        | 10         | 1          | 0          | 0     | 0     | 0     | 0              | 0              | 0              | 10     | 1      | 0      |
| 2014/15     | → Atlético Madrid | Primera División   | 19         | 3          | 1          | 4     | 3     | 0     | 3              | 0              | 0              | 26     | 6      | 1      |
| 2015/16     | → Atlético Madrid | Primera División   | 30         | 11         | 4          | 2     | 0     | 0     | 12             | 1              | 1              | 44     | 12     | 5      |
| 2016/17     | Atlético Madrid   | Primera División   | 31         | 8          | 6          | 5     | 1     | 0     | 9              | 1              | 1              | 45     | 10     | 7      |
| 2017/18     | Atlético Madrid   | Primera División   | 27         | 5          | 0          | 6     | 3     | 1     | 12             | 2              | 1              | 45     | 10     | 2      |
| Club Totaal | Club Totaal       | Club Totaal        | 321        | 110        | 15         | 33    | 13    | 1     | 41             | 6              | 3              | 395    | 129    | 19     |
| 2018        | Sagan Tosu        | J1 League          | 17         | 3          | 2          | 2     | 1     | 0     | —              | —              | —              | 19     | 4      | 2      |
| 2019        | Sagan Tosu        | J1 League          | 18         | 2          | 0          | 3     | 1     | 0     | —              | —              | —              | 21     | 3      | 0      |
| Club Totaal | Club Totaal       | Club Totaal        | 35         | 5          | 2          | 5     | 2     | 0     | 0              | 0              | 0              | 40     | 7      | 2      |
| TOTAAL      | TOTAAL            | TOTAAL             | 578        | 201        | 56         | 68    | 26    | 9     | 113            | 36             | 11             | 759    | 263    | 76     |

## Nationaal elftal

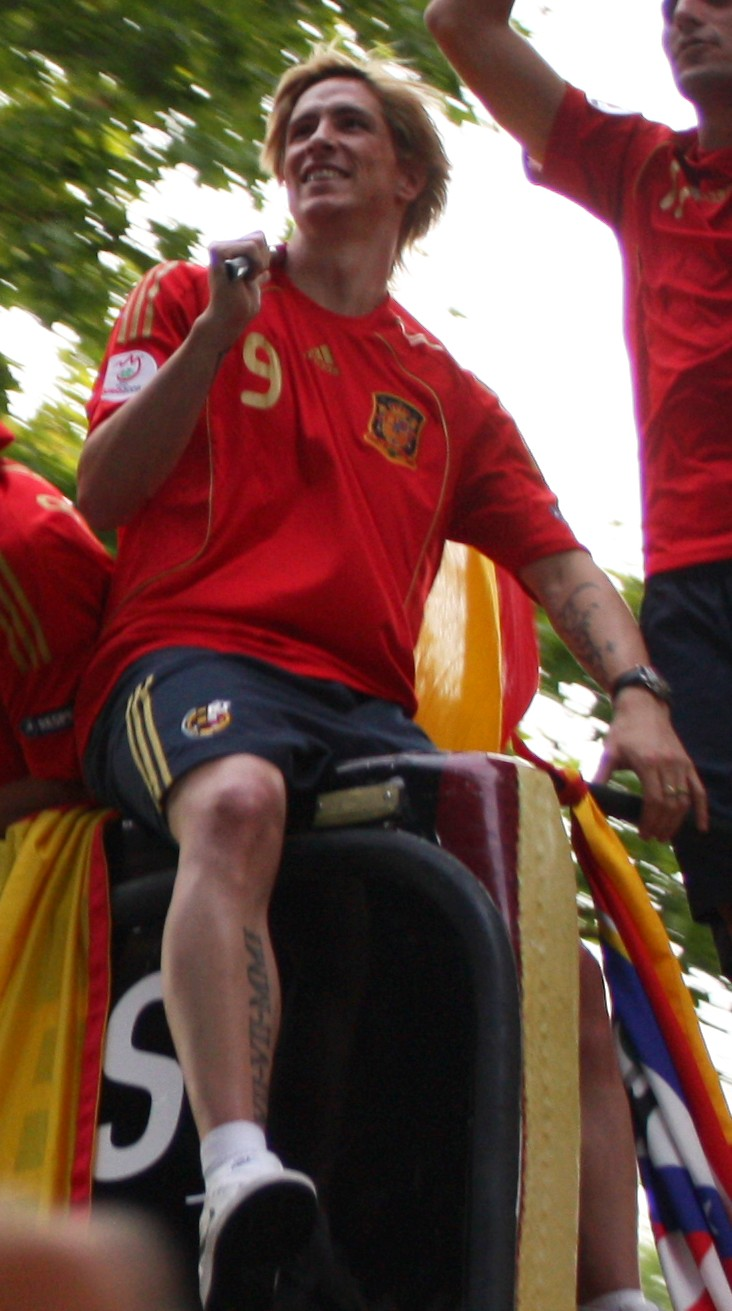
Torres viert samen met Spanje de Europese titel van het EK van 2008

Torres werd viermaal Europees kampioen: met Spanje onder-16 (2001), met Spanje onder-19 (2002) en tweemaal met het Spaans nationaal elftal tijdens het EK 2008 en het EK 2012. In de finale van het Europees Kampioenschap 2008 maakte hij het enige doelpunt en in de finale van het Europees Kampioenschap 2012 maakte hij ook een doelpunt, hij gaf tijdens die wedstrijd ook een assist voor het doelpunt van Juan Mata. Op het EK Onder-17 versloeg Spanje in de finale Frankrijk met 1-0. Torres maakte zes doelpunten op het toernooi. Op het EK Onder-19 won Spanje met 1-0 in de finale van Duitsland. Met vier doelpunten werd Torres topscorer van dit toernooi.
Op 6 september 2003 debuteerde hij in het Spaans nationaal elftal in een oefenwedstrijd tegen Portugal. Met de nationale selectie nam Torres deel aan het EK 2004 in Portugal. Spanje werd in de groepsfase uitgeschakeld. Mede door zijn twee doelpunten tegen België kwalificeerde Spanje zich voor het WK 2006. Op het WK scoorde Torres tegen Oekraïne. Dit doelpunt werd verkozen tot het op twee na mooiste doelpunt in de geschiedenis van de Spaanse nationale ploeg. Hij scoorde ook twee keer tegen Tunesië, waarvan één uit een strafschop. In de finale van het EK 2008 maakte Torres het enige doelpunt in de 33e minuut, waardoor Spanje de titel won.
In 2009 nam Torres met het Spaanse elftal deel aan de Confederations Cup. In de eerste wedstrijd op 14 juni tegen Nieuw-Zeeland maakte hij een hattrick: binnen elf minuten drie goals. Hij scoorde in de zesde, veertiende en zeventiende minuut. De wedstrijd eindigde in een 5-0-overwinning voor de Spanjaarden, na latere goals van Cesc Fàbregas en David Villa. Met Spanje werd hij in 2010 wereldkampioen. De aanvaller haalde door de nasleep van een knieblessure niet zijn normale niveau en in de loop van het toernooi verloor Torres zijn basisplaats aan Pedro Rodríguez.
Op 30 mei 2012 maakte Torres de 1-0 van de met 4-1 gewonnen vriendschappelijke wedstrijd tegen Zuid-Korea. Torres was na iets meer dan een jaar weer trefzeker voor Spanje. In de finale van het EK 2012 scoorde Torres in de 84e minuut de 3-0. Het werd uiteindelijk 4-0, na een doelpunt van Mata, gescoord uit een assist van Torres. Samen met vijf andere spelers was hij topscorer van het toernooi met drie goals. Torres won de Gouden Schoen omdat hij de minste speelminuten maakte van het zestal, namelijk 189 minuten.
Torres speelde zijn honderdste interland op 7 september 2012, toen Spanje met 5-0 won van Saoedi-Arabië in een vriendschappelijke interland en Torres de aanvoerdersband droeg in Pontevedra.

## Erelijst
Als speler
| Competitie                |                 |                 |                 |                 |
| Competitie                | Aantal          | Jaren           |                 |                 |
| Atlético Madrid           | Atlético Madrid | Atlético Madrid | Atlético Madrid | Atlético Madrid |
| ------------------------- | --------------- | --------------- | --------------- | --------------- |
| Kampioen Segunda División | 1x              | 2001/02         |                 |                 |
| UEFA Europa League        | 1x              | 2017/18         |                 |                 |
| Chelsea                   |                 |                 |                 |                 |
| UEFA Champions League     | 1x              | 2011/12         |                 |                 |
| UEFA Europa League        | 1x              | 2012/13         |                 |                 |
| FA Cup                    | 1x              | 2011/12         |                 |                 |

| Competitie                              | Winnaar         | Winnaar         | Runner-up       | Runner-up       | Derde           | Derde           |
| Competitie                              | Aantal          | Jaren           | Aantal          | Jaren           | Aantal          | Jaren           |
| Spanje onder 16                         | Spanje onder 16 | Spanje onder 16 | Spanje onder 16 | Spanje onder 16 | Spanje onder 16 | Spanje onder 16 |
| --------------------------------------- | --------------- | --------------- | --------------- | --------------- | --------------- | --------------- |
| Europees kampioenschap voetbal onder 16 | 1x              | 2001            |                 |                 |                 |                 |
| Spanje onder 19                         |                 |                 |                 |                 |                 |                 |
| Europees kampioenschap voetbal onder 19 | 1x              | 2002            |                 |                 |                 |                 |
| Spanje                                  |                 |                 |                 |                 |                 |                 |
| Wereldkampioenschap voetbal             | 1x              | 2010            |                 |                 |                 |                 |
| Europees kampioenschap voetbal          | 2x              | 2008, 2012      |                 |                 |                 |                 |
| Confederations Cup                      |                 |                 | 1x              | 2013            | 1x              | 2009            |

Individueel
- UEFA Onder 16 Speler van het Toernooi: 2001
- UEFA Onder 16 Topscoorder: 2001
- UEFA Onder 19 Speler van het Toernooi: 2002
- UEFA Onder 19 Topscoorder: 2002
- Premier League PFA Team van het Jaar: 2007/08, 2008/09
- Premier League Speler van de Maand: februari 2008, september 2009
- Premier League Doelpunt van de Maand: april 2009
- UEFA Euro 2008 Finale: Man van de Wedstrijd
- UEFA Euro Elftal van het Toernooi: 2008
- UEFA Elftal van het Jaar: 2008
- FIFA FIFPro World XI: 2008, 2009
- ESM Elftal van het Jaar: 2007/08
- Wereldvoetballer van het jaar: derde plaats in 2008
- Ballon d'Or: derde plaats in 2008
- FIFA Confederations Cup Zilveren Schoen: 2009
- Marca Leyenda award: 2012
- UEFA Euro Gouden Schoen: 2012
- FIFA Confederations Cup Gouden Schoen: 2013

## Privé
Torres werd geboren in Fuenlabrada, een stad twintig kilometer ten zuidwesten van Madrid als jongste van drie kinderen. Zijn zus Mari Paz is acht jaar ouder, broer Israel zeven jaar. Torres is ereburger van zijn geboortestad en er is een sportcomplex in Fuenlabrada naar hem vernoemd.
Torres trouwde op 27 mei 2009 in El Escorial met de vrouw met wie hij sinds 2001 een relatie had. In 2009 werd zijn dochter geboren, een jaar later zijn zoon. Eind 2015 kregen ze nog een dochter.